# Пейтмен, Кэрол
Кэрол Пейтмен (англ. Carole Pateman; 11 декабря 1940) — английская феминистка, политолог, профессор Калифорнийского университета в Лос-Анджелесе.

## Биография
Профессиональное образование получила в Оксфордском университете (бакалавр, 1965; магистр, 1967; доктор, 1971).
С 1990 года профессор в Калифорнийском университете в Лос-Анджелесе. В 1991 году Пейтмен стала первой женщиной, занявшей должность президента Международной ассоциации политических наук. В 2007 году стала членом Британской академии.

## Признание
- Член Австралийской академии социальных наук (1980)
- Член Американской академии искусств и наук (1996)
- Член Британской академии (2007)
- Премия Юхана Шютте в политических науках (2012)[6]
- Член Научного общества Уэльса (2015)